# Pomme d'Api

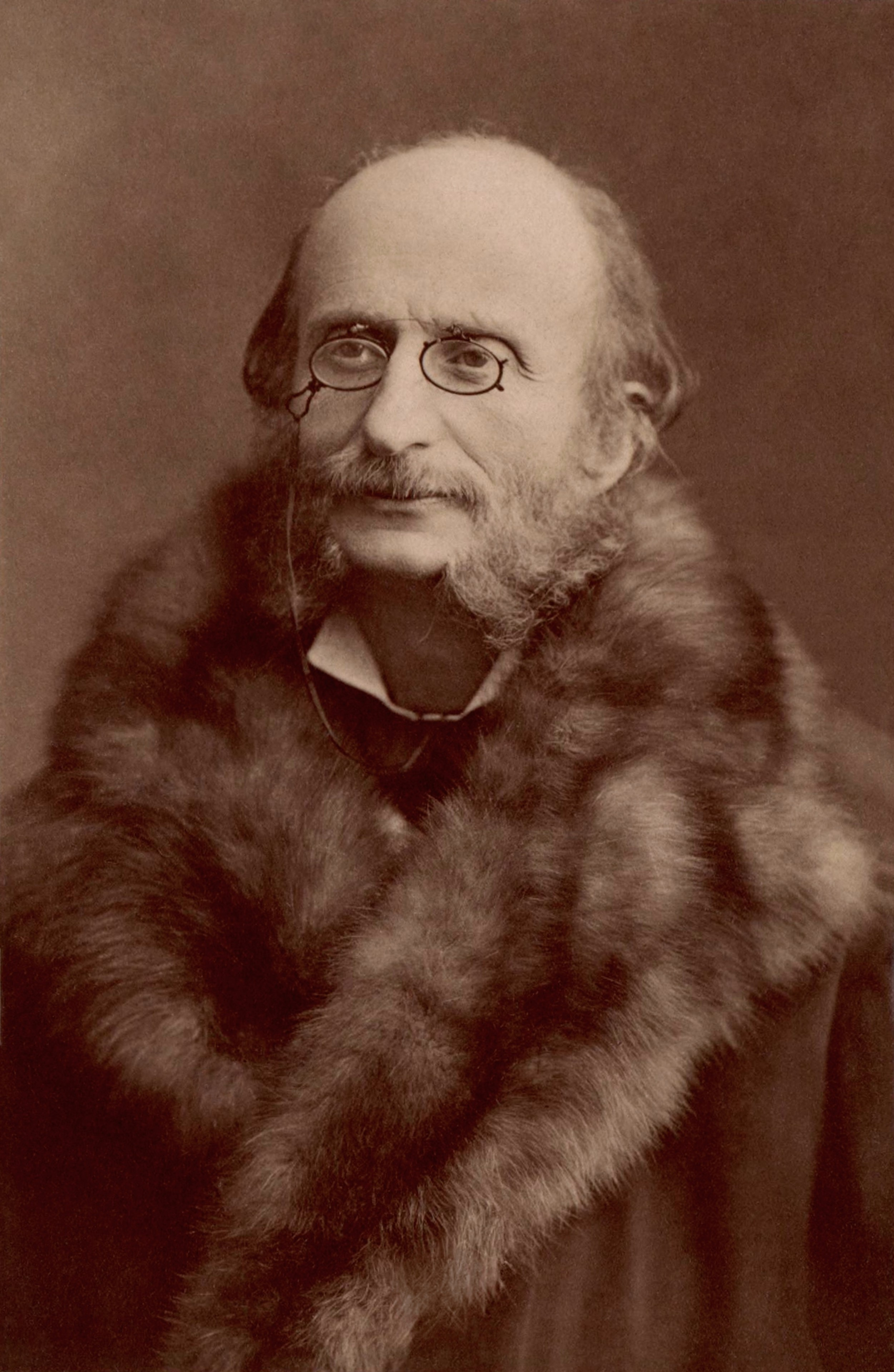
Jacques Offenbach

Pomme d'Api är en operett i en akt med musik av Jacques Offenbach och libretto av Ludovic Halévy och William Busnach.. 

## Historia
Offenbach hade hört Louise Théo sjunga på en cafékonsert i Paris och trots att hennes röst inte var anmärkningsvärd gjorde hennes scennärvaro honom övertygad om att hans nästa verk skulle fokusera på henne. Repetitionerna ägde rum sommaren 1873 i 'Villa Orphée' i Étretat som Offenbach hade låtit bygga och inreda tack vare inkomsterna från Orfeus i underjorden. Théos framgång i Pomme d'Api sporrade Offenbach att komponera ett helaftonsverk för Théo. På sju veckor skrev han La Jolie Parfumeuse, vilken perfekt passade hennes talang.
Premiären var den 4 september 1873 på Théâtre de la Renaissance i Paris i en dubbelföreställning tillsammans med La Permission de dix heures. Den 20 april 1874 sattes Pomme d'Api upp på Théâtre des Bouffes-Parisiens tillsammans med Les Rendez-vous bourgeois av Nicolas Isouard och Offenbachs egen La Chanson de Fortunio, där den spelades 60 gånger. 1877 iscensattes den på Theater an der Wien. Därefter uppfördes verket i Paris inte förrän 1900 då 60 föreställningar gavs på Bouffes-Parisiens. Sju olika radiouppsättningar gjordes i Frankrike mellan 1945 och 1974.

## Personer
| Roller             | Röststämma | Premiärbesättning 4 september 1873 |
| ------------------ | ---------- | ---------------------------------- |
| Rabastens          | baryton    | Daubray                            |
| Gustave, hans nevö | sopran     | Anna Dartaux                       |
| Catherine          | sopran     | Louise Théo                        |

## Handling
Paris, 1873, ett rum i Rabastens hus
Den gamle ungkarlen och symaskinstillverkaren Rabastens avskedar sin kammarjungfru. Han väntar besök av brorsonen Gustave, vars förhållande med en flicka kallad 'Pomme d'Api' han djupt misstror och han har därför dragit in gossens underhåll. När Gustave anländer medger han att han motvilligt har gått med på farbroderns önskan och brutit förbindelsen med Pomme d'Api, trots det faktum att han nu måste se farbroderns anlete varje kväll i stället för hennes änglalika ansikte. När Gustave har gått ut anländer den nya kammarjungfrun som Rabastens har anlitat via en byrå. Hon heter Catherine och Rabastens är nöjd med henne, så till den grad att han glömmer att behandla henne som en tjänare och bjuder till och med in henne att äta middag med honom och Gustave.
Gustave känner igen Catherine som sin käresta, men hon är opåverkad av hans uppvaktning, till och med av åsynen av ett foto av dem den dag hon var rosdrottning i Nanterre. För att riktigt testa hans trohet tillåter Catherine att Rabastens för närmanden. Efter några glas förklarar Catherine att hon har övergetts av sin älskade, men hon säger att hon kommer att acceptera den förste man som friar till henne, oavsett vem han är. Gustave blir sårad och försöker lämna huset. Catherine inser att han måste älska henne och omfamnar honom. Rabastens blir först arg men lugnar sig och välsignar Gustaves och Catherines föreningen, och återinsätter underhållet.

## Musiknummer
- Ouvertyr
- Couplets (Rabastens) « L'employé m'a dit, de quel âge »
- Romance (Gustave) « Mon oncle ne vous fâchez pas »
- Couplets « Bonjour monsieur je suis la bonne »
- Trio « Va donc, chercher le gril ! »
- Duo « C’est un dimanche, un matin »
- Trio « A table ! A table !»; Chanson « Versez » ; Rondeau « J'en prendrai un, deux, trois »
- Romance « Consultez votre cœur »
- Finale « J’en prendrai un, deux, trois »